# DR-Baureihe 39
Die Dampflokomotiven der Baureihe 39 waren Schlepptender-Personenzuglokomotiven mit einer führenden Laufachse, vier Kuppelachsen und einer nachlaufenden Laufachse (Achsfolge 1’D1’, genannt Mikado) der Deutschen Reichsbahn.

## Entwicklung, Beschaffung und Einsatzgeschichte
Die Lokbauart war die letzte von der Preußischen Staatseisenbahnen als P 10 entwickelte Personenzuglokomotive. Sie sollte vor schweren Schnellzügen wie auch Personenzügen in den Mittelgebirgen eingesetzt werden und dort unwirtschaftliche Vorspannleistungen überflüssig machen. Ein erster Entwurf wurde von der Firma Borsig unter der Leitung von Oberingenieur August Meister bereits 1919 erstellt; die Lieferung verzögerte sich im Zuge der Gründung der Deutschen Reichsbahn allerdings bis 1922.
Die vierfach gekuppelten Maschinen waren mit ihren Dreizylindertriebwerken die stärksten Personenzugloks der Deutschen Länderbahnen und wurden noch von der Deutschen Reichsbahn weiter beschafft. Allerdings überschritt die Konstruktion die vorgesehene Achslast von 17 t doch deutlich, so dass ein Teil der Lokomotiven erst zum Einsatz kommen konnte, nachdem einige Strecken ertüchtigt worden waren. So wurden z. B. 1923 einige Maschinen in Luckenwalde abgestellt, bis die Elbbrücke Wittenberg entsprechend verstärkt war.
Bis 1927 wurden insgesamt 260 Maschinen hergestellt und unter anderem auf der Anhalter Bahn, auf der Main-Weser-Bahn und der Ruhr-Sieg-Strecke, auf der Eifelbahn, bis zur Ablösung durch Diesellokomotiven der Baureihe 221 auf der Schwarzwaldbahn und der Gäubahn sowie in Sachsen eingesetzt. Mit Einführung der Baureihe 39 wurde auch die Badische IV f zwischen Straßburg bzw. Kehl und Stuttgart vor dem Orient-Express bis zum Ausbruch des Zweiten Weltkrieges ersetzt. Obwohl als Personenzuglokomotive eingereiht, kamen die Lokomotiven in den Mittelgebirgen vielfach auch vor Schnellzügen zum Einsatz, hier waren sie den Schnellzuglokomotiven überlegen.

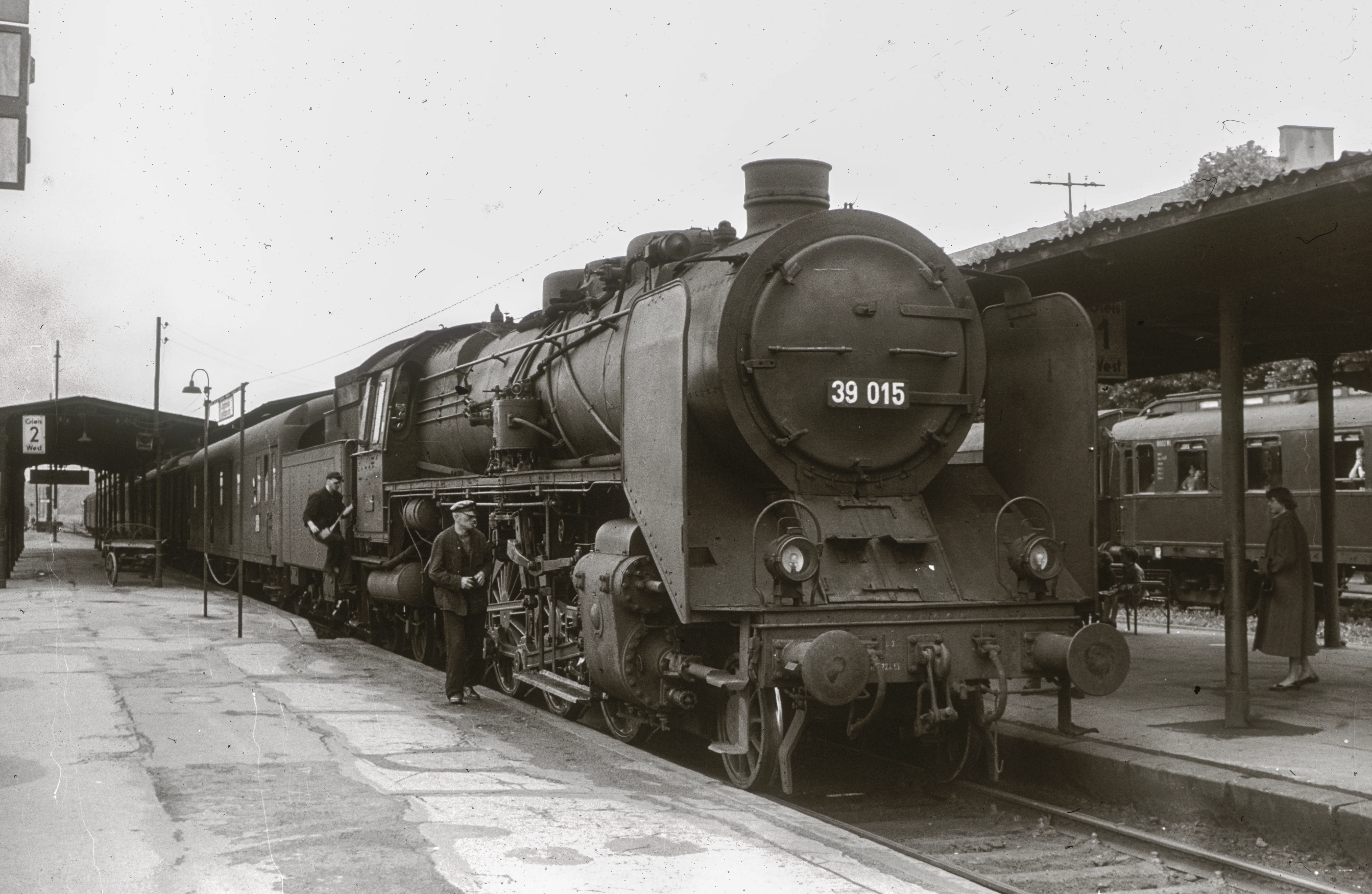
39 015 am 11. Juni 1954 in Singen

Die Fahrzeuge waren ursprünglich mit Schlepptendern der Bauart pr 2’2’ T 31,5 ausgerüstet. Die Deutsche Bundesbahn stattete viele der bei ihr verbliebenen 152 Exemplare mit Witte-Windleitblechen und Tendern der Bauart 2’2’ T 34 aus. Die letzten drei in Stuttgart beheimateten Fahrzeuge wurden 1967 ausgemustert.
Bei der Deutschen Reichsbahn waren die preußischen P 10 vorerst noch unentbehrlich und wurden daher in das Rekonstruktionsprogramm einbezogen, zumal sie durch die eingezogene Feuerbüchse für die Heizer besonders anspruchsvoll waren. Die 85 Rekoloks wurden als Baureihe 22 eingegliedert. Für den längeren Rekokessel musste der Rahmen hinter der vierten Kuppelachse angeschuht werden. Der Achsstand vergrößerte sich auf 12.150 Millimeter. Der preußische Kuppelkasten wurde durch einen Einheitskuppelkasten ersetzt, dadurch konnten die Maschinen mit jedem Einheitstender gekuppelt werden. Auch der Führerstand wurde durch einen der Einheitsbauart ersetzt. Durch die fortschreitende Elektrifizierung wurden die P 10 nach rund zehn Jahren entbehrlich, zumal sie durch das Dreizylindertriebwerk wartungsaufwändiger als vergleichbare Zwillingsmaschinen waren. Nur wenige 1970 noch nicht ausgemusterte Maschinen wurden mit der Einführung der EDV-Nummern in die Baureihe 39.10 umbezeichnet. Die noch recht neuen Kessel wurden auf den Maschinen der Baureihe 03 weitergenutzt.

## Konstruktive Merkmale und Leistungsvermögen
Die P 10 waren mit einem Barrenrahmen aus 100 mm starken Stahlplatten ausgestattet. Der Kessel wurde durch eine Verbundspeisepumpe mit nachgeschaltetem Oberflächenvorwärmer gespeist, als zweite Speisevorrichtung stand eine saugende Dampfstrahlpumpe zur Verfügung. Für den sich über dem Rahmen entwickelnden Stehkessel kam die Bauart Belpaire zur Anwendung. Im hinteren Teil reichte der Stehkessel breit über den Rahmen hinaus, wohingegen er nach vorne aus Platzgründen zwischen die Räder der letzten Kuppelachse eingezogen war. Hierdurch kam es auch zur trapezförmigen Rostform der P 10.

Das Dreizylinder-Heißdampf-Triebwerk, zu welchem man sich u. a. in Hinblick auf die gleichmäßigere Drehmomententwicklung und die geringeren Kolbendrücke entschied, war in einer Ebene (mit schräg liegendem Mittelzylinder) angeordnet und wirkte auf die zweite Kuppelachse. Dagegen wurden die Heusinger-Steuerungen von der dritten Kuppelachse aus angetrieben. Die Gegenkurbel an diesem Radsatz war auf der linken Seite doppelt ausgeführt und trug eine eigene Schwingenstange, deren Bewegung mittels einer Kippwelle zur Rahmeninnenseite übertragen wurde. So war für den mittleren Zylinder ein unabhängiger Antrieb erreicht. Dies war seinerzeit eine neue, ungewöhnliche Lösung. Die „doppelte“ Schwingenstange links stellte ein Charakteristikum für diese Baureihe dar. 

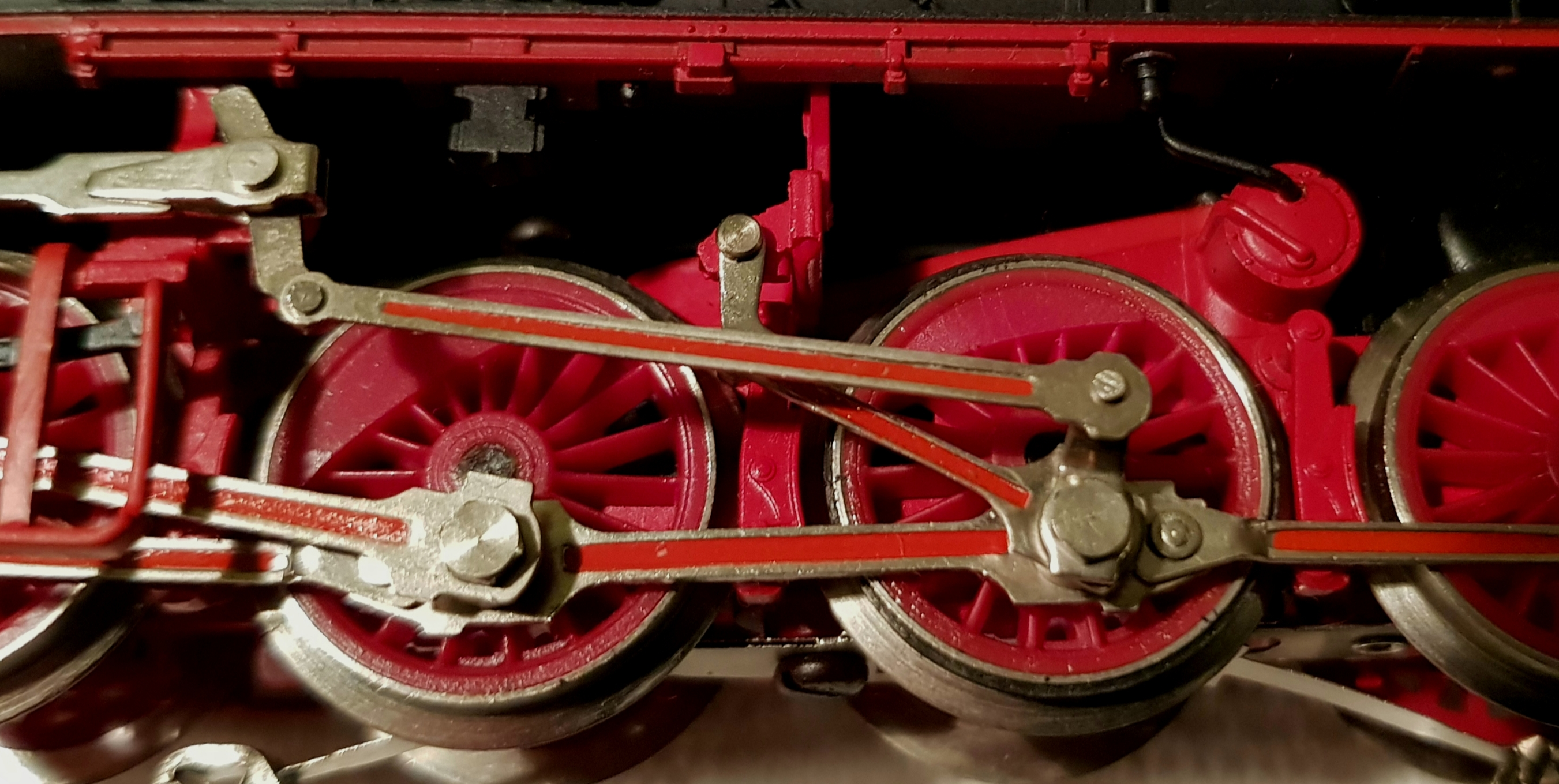
Die doppelte Schwingenstange links (Modellaufnahme)

 Bei älteren preußische Dreizylinderlokomotiven (den S 10.2, G 12 und den daraus hergeleiteten G 8.3) wurde die Schieberbewegung für den Mittelzylinder von den Steuerungen der Außenzylinder abgeleitet und neigte mit fortschreitendem Verschleiß zu fehlerhafter Dampfverteilung.
Obwohl die Loks mit möglichen D-Zuglasten von 780 Tonnen mit 95 km/h in der Ebene und 825 Tonnen mit 30 km/h auf einer Steigung von 10 Promille das vom Besteller vorgesehene Leistungsprogramm problemlos erfüllten, war das seinerzeit von Richard Paul Wagner geleitete Lokomotiv-Versuchsamt Grunewald bereits bei der Erprobung mit der Leistung nicht richtig zufrieden, da eine theoretisch ermittelte höhere Leistung erwartet worden war. Als Ursache wurde in erster Linie eine mangelnde Zufuhr an Verbrennungsluft ausgemacht. Von Wagner angeordnete Umbauten an der Saugzuganlage blieben aber ergebnislos, es wurde keine bessere Feueranfachung erzielt.
Erst ein 1954 durch die Deutsche Bundesbahn auf Anordnung von Friedrich Witte bei der Lok 39 119 vorgenommener Umbau der Luftzufuhr zum Rost und der Saugzuganlage (hinsichtlich Blasrohr- und Schornsteinabmessungen) führte zum Ziel. Durch den Umbau konnten die Kesselleistung gegenüber der Ausführung mit dem erweiterten Blasrohr bei einer Heizflächenbelastung von 83 kg/m²h um 42 % auf 18 Tonnen Dampf pro Stunde gesteigert - und dadurch Zughakenleistungen bis 2 000 PSe ermöglicht werden.
Obgleich 39 119 möglicherweise die einzige Maschine mit einem auf 135 mm reduzierten Blasrohrduchmesser war, sind durch Auswertung von Betriebsbucheintragungen und Lichtbildern 54 veränderte Maschinen nachweisbar.
Weitere Schwachstellen der Konstruktion waren der Stehkessel mit seinem trapezförmigen Grundriss, der zu Stehbolzenbrüchen neigte, und das zu schwach ausgelegte Steuerungsgestänge.

## Erhaltene Maschinen
Das DB Museum besitzt die 39 230, welche derzeit im Deutschen Dampflokomotiv-Museum in Neuenmarkt zu besichtigen ist. Die 39 184 steht im nichtöffentlichen Werksmuseum von Alstom (vorher LHB) in Salzgitter-Watenstedt.